# Camino de Santiago Francés en Palencia

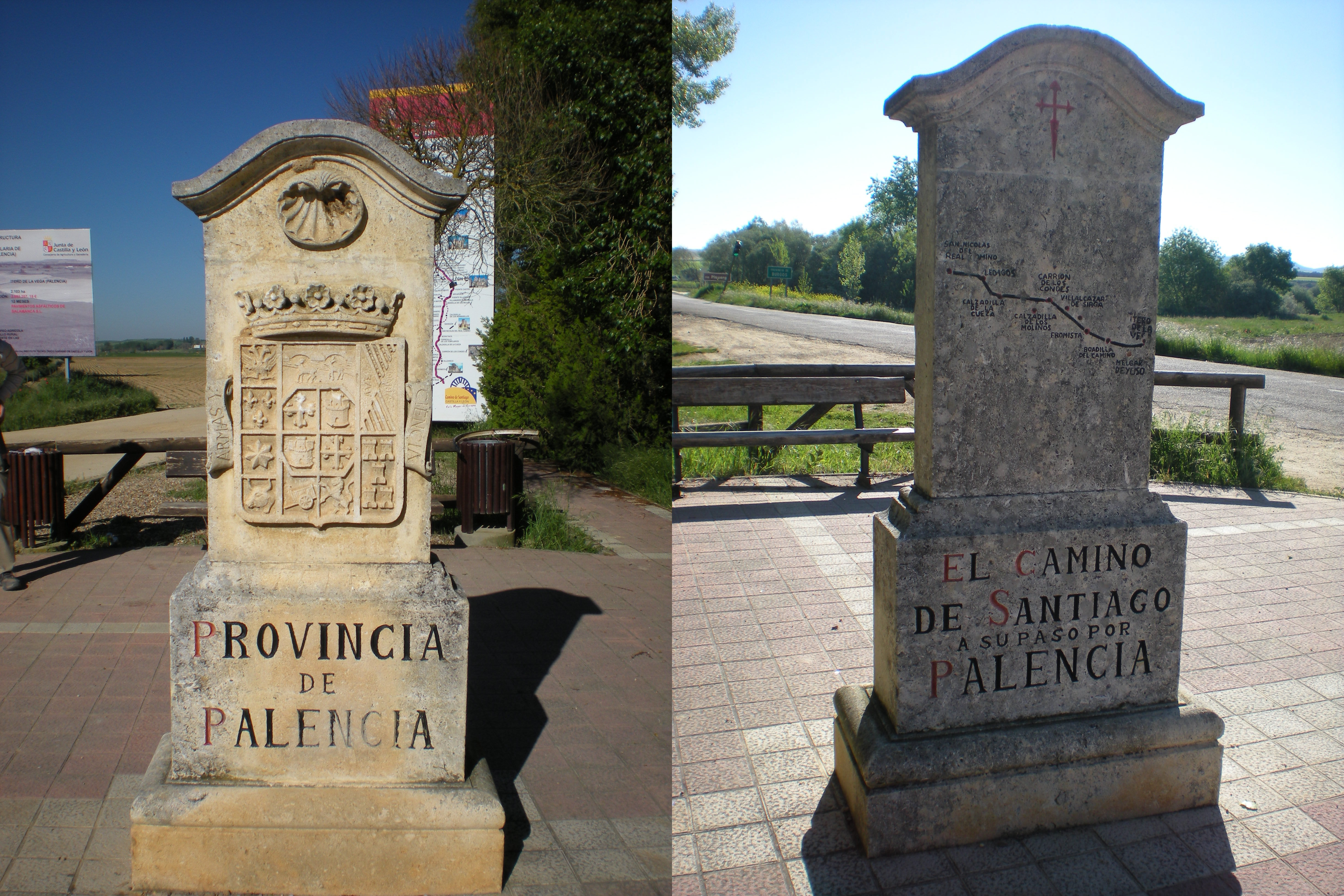
Hitos del Camino de Santiago en la provincia de Palencia.

La ruta francesa del Camino de Santiago, el itinerario más transitado en España para la peregrinación a Santiago de Compostela, cruza el centro de la provincia de Palencia desde el Puente Fitero en Itero de la Vega y el límite entre las provincias palentina y leonesa, a escasos kilómetros de San Nicolás del Real Camino.
El itinerario tradicional, catalogado como Primer Itinerario Cultural Europeo por el Consejo de Europa, y Patrimonio de la Humanidad por la Unesco, consta de unos 70 kilómetros, aunque existen varios ramales que provocan que la distancia a recorrer por el caminante, ciclista o jinete aumente. Las localidades más importantes de la ruta francesa a su paso por tierras palentinas son, por orden de paso, Frómista y Carrión de los Condes, pero en todas, por pequeñas que sean, conservan obras de arte con siglos de historia.

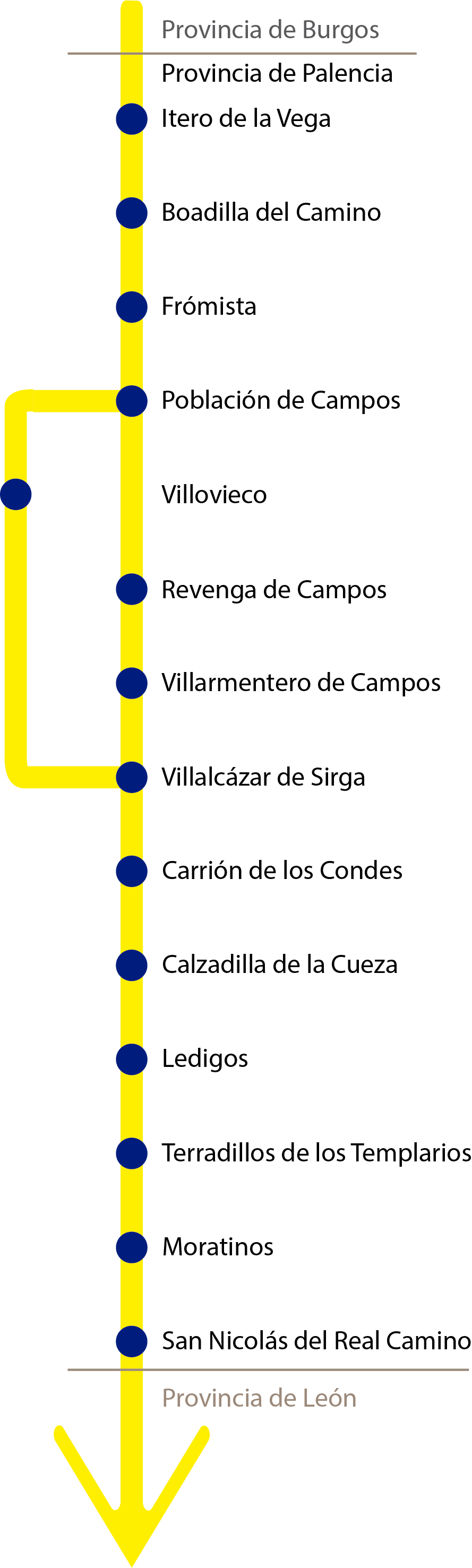
Mapa esquemático del Camino de Santiago a su paso por la provincia de Palencia.

## Esquema del itinerario principal
El Puente Fitero, ubicado entre Itero del Castillo (Burgos) e Itero de la Vega (Palencia), sirve para cruzar el río Pisuerga, que hace de frontera natural entre las provincias de Palencia y Burgos. Desde este punto, el peregrino atraviesa las localidades de Itero de la Vega, Boadilla del Camino, Frómista y Población de Campos.
En esta localidad la ruta se bifurca unos kilómetros hasta Villalcázar de Sirga. La senda paralela a la P-980 lleva a los romeros por Revenga de Campos y Villarmentero de Campos, mientras que el camino que sigue el río Ucieza pasa por Villovieco. Tras Villalcázar de Sirga, el Camino, ya unificado, continua hasta Carrión de los Condes.
El itinerario tradicional sigue hasta Calzadilla de la Cueza, donde enlaza con la N-120, y prosigue por Ledigos, Terradillos de los Templarios, Moratinos y San Nicolás del Real Camino, último pueblo de la provincia de Palencia. La siguiente villa es Sahagún, que ya se encuentra en tierras leonesas.

## Ramal alternativo
Desde Carrión de los Condes a Sahagún existe un ramal alternativo que atraviesa las localidades de Calzada de los Molinos, Cervatos de la Cueza, San Román de la Cuba, Pozo de Urama, Villada, Pozuelos del Rey y, ya en la provincia de León. Grajal de Campos.

## Patrimonio cultural

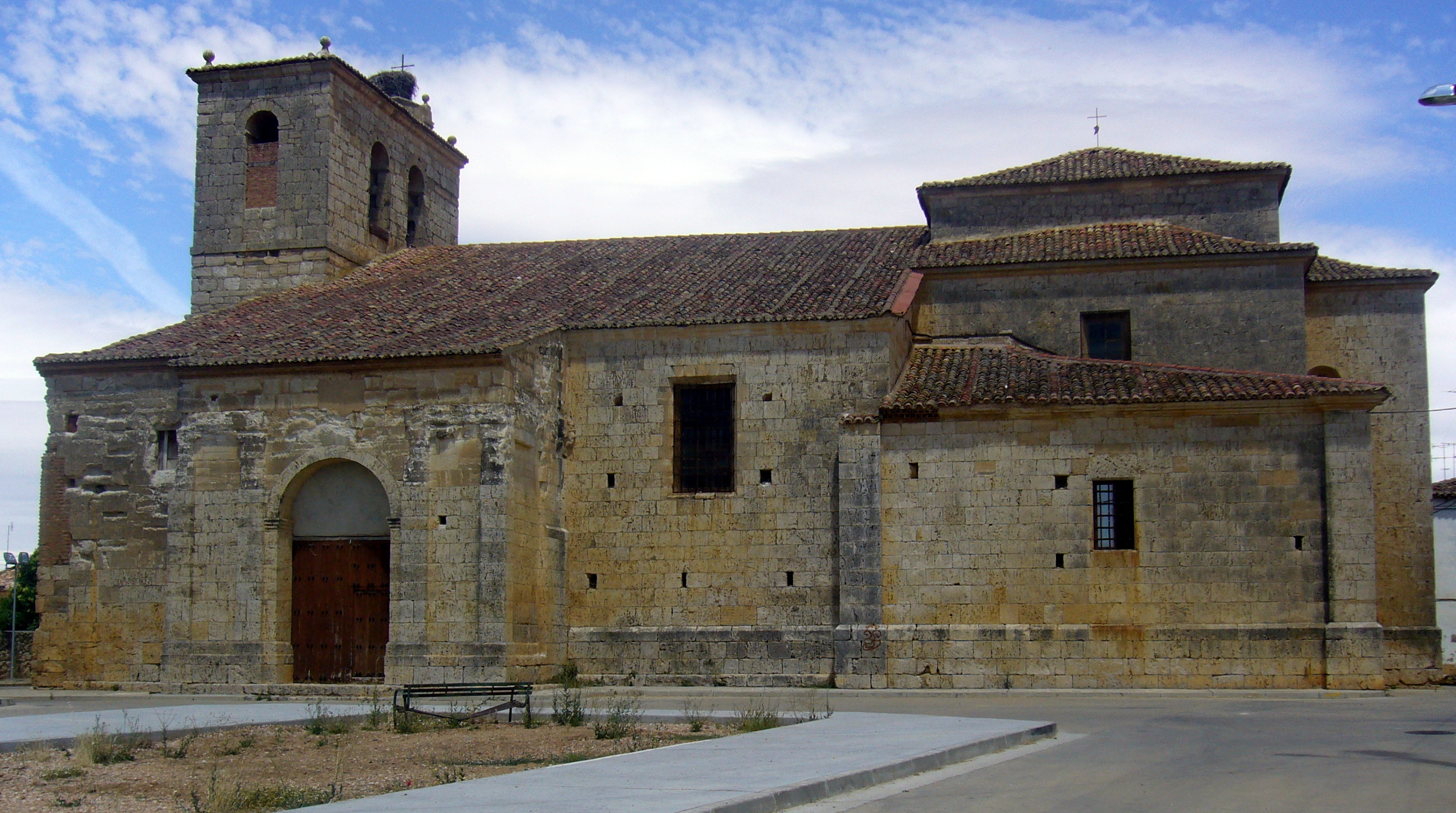
Iglesia de San Pedro de Itero de la Vega.

### Itero de la Vega
- Rollo de justicia de estilo renacentista[5] (Bien de Interés Cultural).
- Ermita de Nuestra Señora de la Piedad. Data del siglo XIII y conserva restos románicos, aunque la fachada es gótica.[5]
- Puente Fitero. Citado en el Codex Calixtinus, cuenta con doce arcadas de sillería que unen las dos orillas del río Pisuerga.[5]
- Iglesia de San Pedro. Templo construido en el siglo XIII que fue ampliado y reestructurado entre la segunda mitad del siglo XVI y 1665.[5]

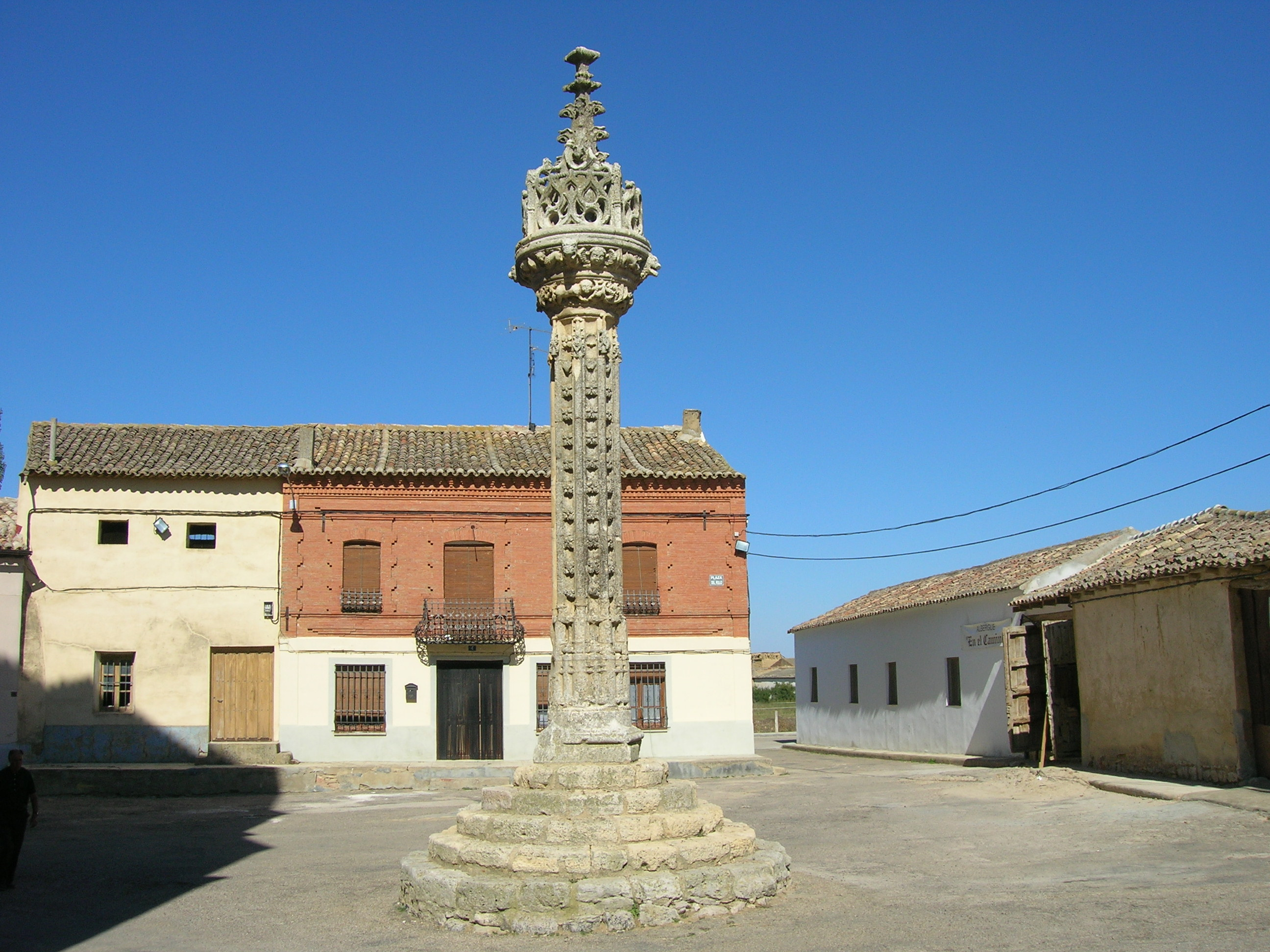
Rollo gótico de Boadilla del Camino

### Boadilla del Camino
- Iglesia de Nuestra Señora de la Asunción. Edificio construido entre los siglos XVI y XVIII. (Bien de Interés Cultural).[6]
- Rollo gótico del siglo XV (Bien de Interés Cultural).[5]
- Fuente Vieja[5]
- Lavaderos. Construidos en 1955, recientemente han sido restaurados y redecorados con pinturas que recrean escenas relacionadas con el campo y la vida cotidiana de los vecinos, especialmente de las mujeres.[7]
- Esclusa 16 del Canal de Castilla[5] (Bien de Interés Cultural).

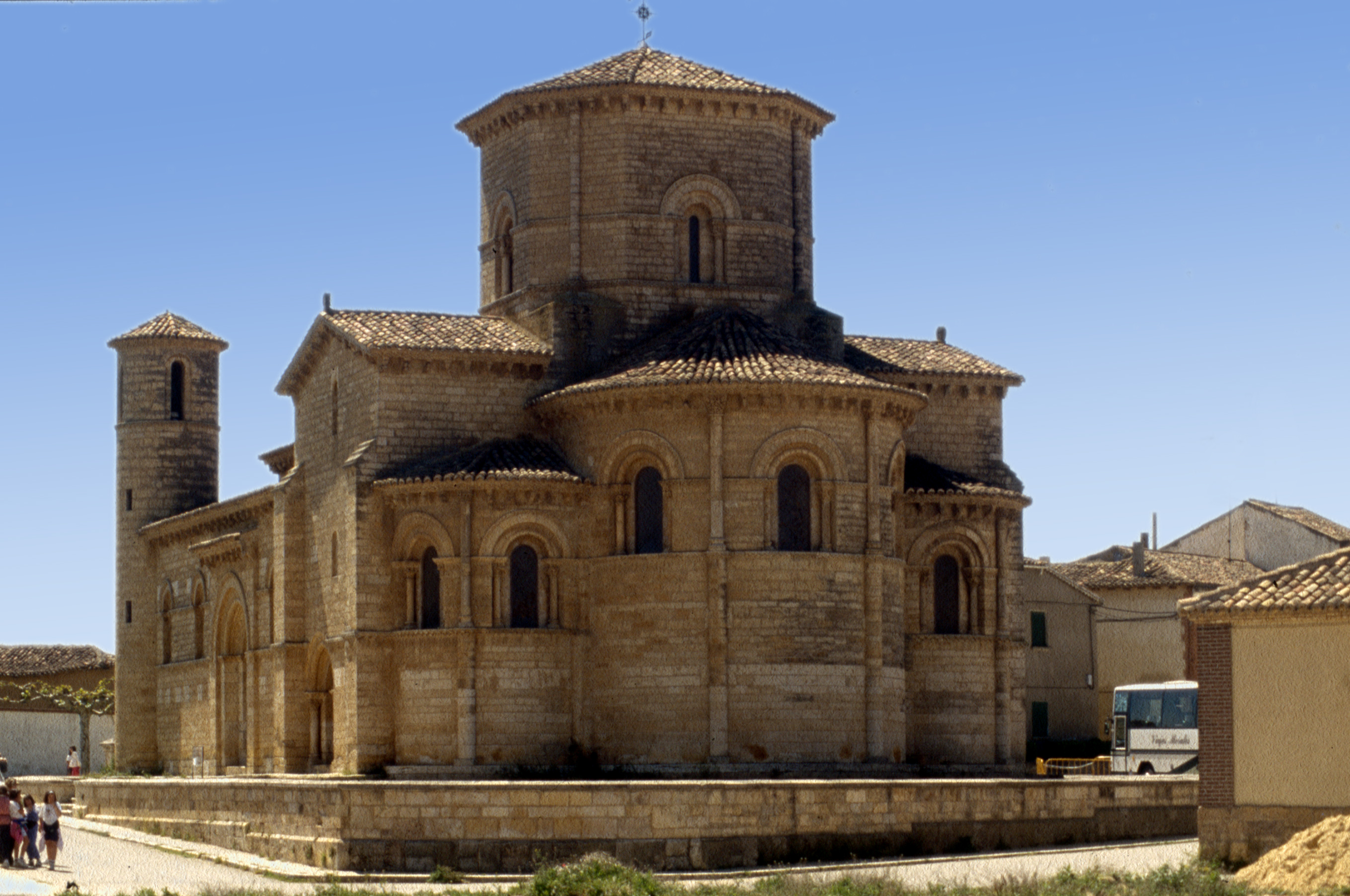
Iglesia de San Martín de Frómista

### Frómista
- Iglesia de San Martín. Fundada por doña Mayor de Castilla en torno al 1066, es considerada una joya del románico pleno y es mencionada como el ejemplo más claro de arquitectura románica (Bien de Interés Cultural).[8]
- Iglesia de San Pedro. Edificio que comienza a levantarse bajo los cánones del gótico en el siglo XV y es finalizado en época renacentista. En su interior existe un museo de arte sacro.[8]
- Iglesia de Santa María del Castillo. Acoge el montaje multimedia Vestigia, leyenda del Camino, que muestra las historias, milagros y leyendas del Camino de Santiago y la historia de Frómista (Bien de Interés Cultural).[8]
- Sala de exposiciones La Venta.[8] Museo de iniciativa privada ubicado junto a la iglesia de San Martín.
- Esclusas 17, 18, 18 y 20[9] del Canal de Castilla (Bien de Interés Cultural).

### Población de Campos
- Iglesia parroquial de Santa Magdalena. Edificio barroco ubicado en la parte más alta de la localidad.[10]
- Ermita de la Virgen del Socorro. Templo tardorrománico del siglo XIII.[10]
- Ermita de San Pedro. Obra románica del siglo XIII con elementos protogóticos.[10]
- Puente sobre el río Ucieza.[11]

### Revenga de Campos
- Iglesia parroquial de San Lorenzo[12]
- Monumento al General Amor[13]

### Villovieco
- Iglesia parroquial de Nuestra Señora Santa María[14]

### Villarmentero de Campos
- Iglesia parroquial de San Martín de Tours. Cuenta con un pórtico con artesonado de madera del siglo XVI.[15]

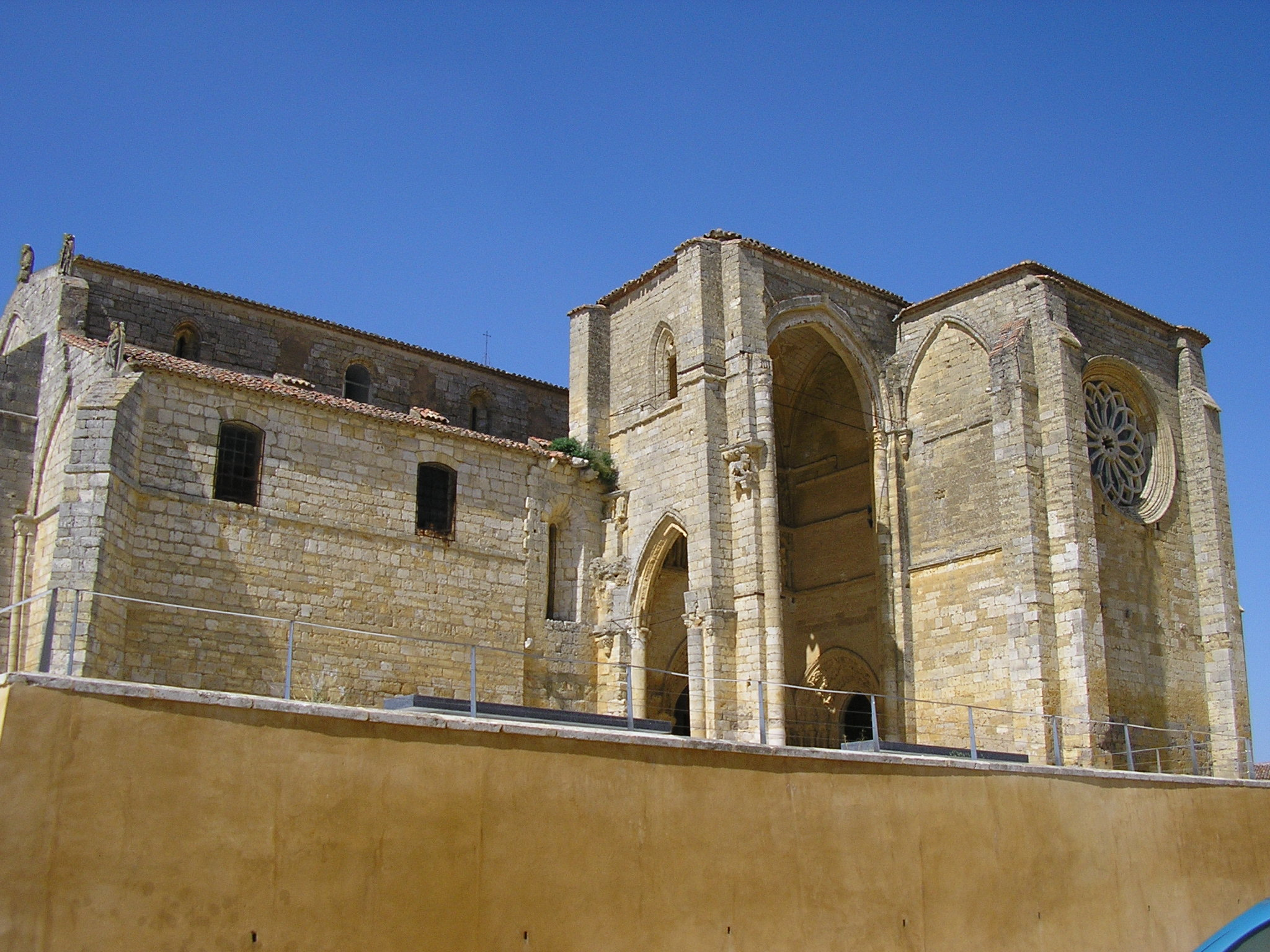
Iglesia de Santa María la Blanca de Villalcázar de Sirga.

### Villalcázar de Sirga
- Iglesia de Santa María la Blanca. Edificio del siglo XIII con tres naves separadas con pilares cruciformes y bóvedas de crucería (Bien de Interés Cultural)[16]

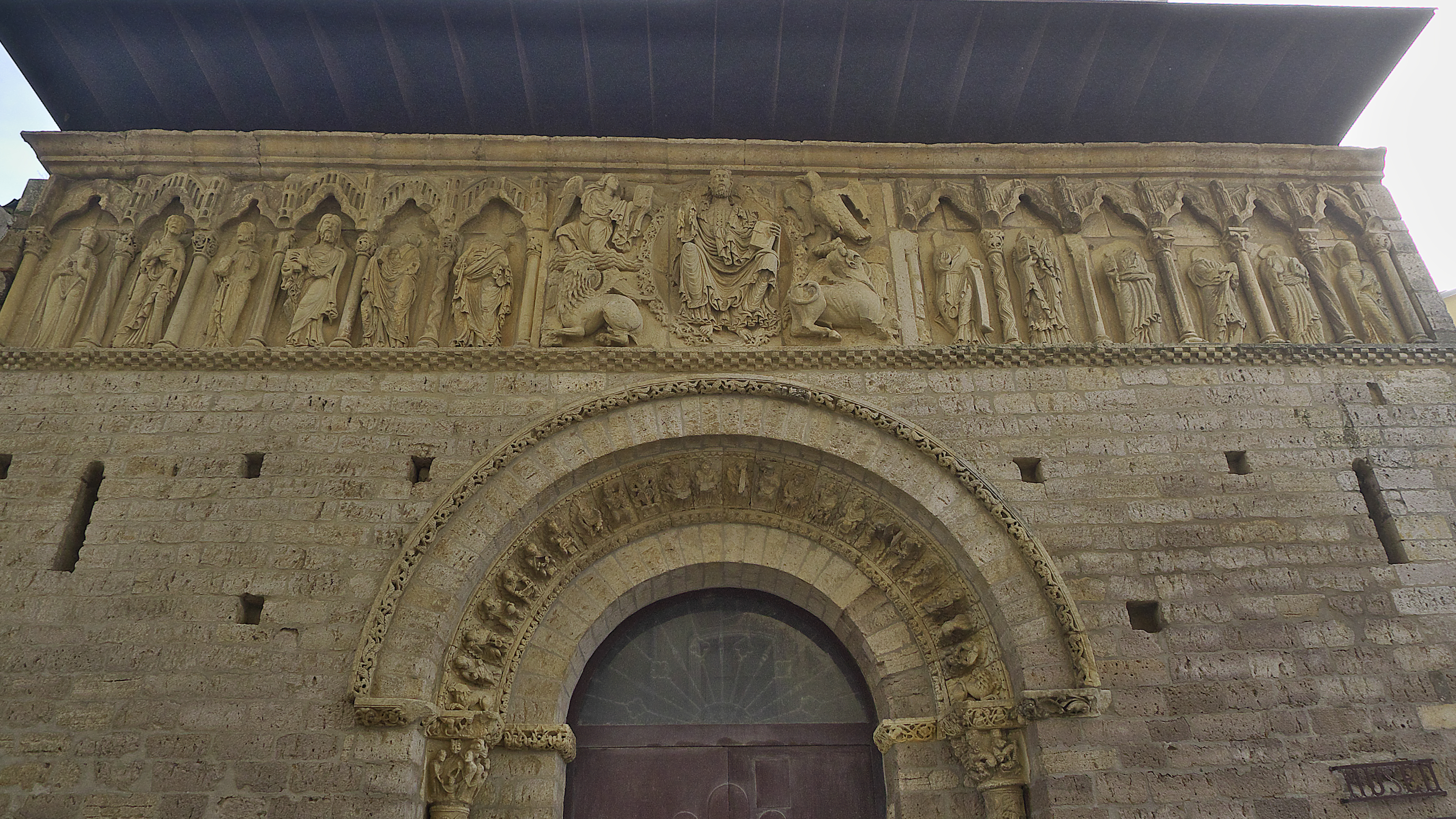
Iglesia de Santiago de Carrión de los Condes

### Carrión de los Condes
- Iglesia de Santiago. Templo edificado en el siglo XII que destaca por su fachada occidental, formada por una puerta de medio punto con una arquivolta figurada y el friso superior, que representa la Jerusalén Celeste (Bien de Interés Cultural).[17] Actualmente es un museo de arte sacro y será sede de la XXV Edición de las Edades del Hombre entre mayo y diciembre de 2021.[18]
- Iglesia de Santa María del Camino. Monumento románico construido a mediados del siglo XII, durante el reinado de Alfonso VII (Bien de Interés Cultural)[19] Será sede de la XXV Edición de las Edades del Hombre entre mayo y diciembre de 2021[18]..
- Monasterio de Santa Clara. Edificio compuesto por una iglesia, un convento de religiosas de clausura, un albergue de peregrinos y un museo de arte sacro que incluye una muestra de nacimientos.[20]
- Iglesia de San Julián. Templo renovado totalmente entre los siglos XVI y XVII. El interior acoge los mejores retablos barrocos de la localidad.[21]
- Iglesia de San Andrés. Edificio construido sobre la anterior iglesia en piedra de sillería según un proyecto de Rodrigo Gil de Hontañón modificado en 1561 por Juan de Escalante.[22]
- Museo de Arte Contemporáneo. Su colección está compuesta, entre otros, por cuadros de José Luis Valenciano-Plaza y una colección de esculturas donadas por José María Delgado.[23]
- Ermita de Nuestra Señora de Belén. Monumento que ocupa uno de los emplazamientos más sugerentes de Carrión, la atalaya que domina el discurrir del río Carrión y el asentamiento primitivo del castillo de la localidad.[24]
- Ermita de la Piedad.
- Ermita de la Vera Cruz. Edificio que se asienta sobre los restos de una antigua sinagoga. Es sede de la cofradía de la Vera Cruz y guarda los pasos que desfilan en la Semana Santa de Carrión de los Condes.[25]
- Monasterio de San Zoilo. Antiguo cenobio cluniacense que conserva una portada románica y un claustro plateresco. Dentro de la sacristía del templo se exponen dos tejidos del siglo XI que se extrajeron de una arqueta funeraria situada en uno de los laterales del retablo mayor. Tanto el edificio como los tejidos son Bien de Interés Cultural.[26]
- Teatro Sarabia. Inaugurado en 1927 y rehabilitado totalmente en 1994, es de titularidad municipal y tiene capacidad para 430 personas.[27]
- Ayuntamiento. Edificio construido en 1868 en la parte occidental de la Plaza Mayor. Es de gran solidez, su zócalo es de piedra que procede de la antigua abadía de Benevívere y está rematado por un reloj con campanario. En el interior se conservan retratos de carrioneses ilustres.[28]
- Casa Grande. Edificio del siglo XX construido a semejanza de las casas coloniales del siglo XIX.[29] Actualmente es una casa museo administrada por la Fundación Lourdes Alonso.[30]
- Puente Mayor. Construcción medieval de nueve ojos que une el barrio de San Zoilo y el resto de Carrión[31] y que sirve de paso para que los peregrinos crucen el río Carrión.
- Calzada de Piedra. Antiguo dique o barbacana que protegía de inundaciones al barrio de San Zoilo.[32]
- Casa de la Cultura. Construida en 1568, fue cárcel y hoy es sede, entre otros, de la biblioteca municipal Fray Miguel de Benavides.[33]
- Muralla. La zona mejor conservada, de unos 150 metros, está situada en la avenida del Historiador Ramírez, junto a la iglesia de Santa María.[34]
- Ruinas de San Francisco. Se mantiene en pie la espadaña.[35]
- Ruinas de la abadía de Benevívere. Ubicada en el Camino de Santiago, entre las localidades de Carrión y Calzadilla, fue desamortizada en el siglo XIX y el patrimonio se vendió y dispersó.[36]

### Calzadilla de la Cueza
- Iglesia parroquial de San Martin[37]

### Ledigos
- Iglesia de Santiago Apóstol[38]

### Terradillos de los Templarios
- Iglesia parroquial de San Pedro[4]

### Moratinos
- Iglesia de Santo Tomás[39]

### San Nicolás del Real Camino
- Iglesia de San Nicolás Obispo[4]